# مثلث أياكاشي
مثلث أياكاشي هي سلسلة مانغا يابانية من تأليف ورسم كنتارو يابوكي نشرت في مجلة شونن جمب الأسبوعية في الفترة من يونيو 2020 حتى أبريل 2022 ثم على موقع شونن جمب+ منذ أبريل 2022 ومن المقرر عمل مسلسل أنمي سيعرض في عام 2023.